# Llac Erne
Llac Erne (De l'irlandès Loch Éirne que significa "Llac d'Ernai", una de les antigues tribus Fir Bolg) es refereix a dos llacs a Irlanda del Nord situats al llarg del riu Erne. El riu, principalment situat al comtat de Fermanagh, comença fluint al nord i es corba a l'oest cap a l'oceà Atlàntic. El llac que està més cap al sud està situat en la part superior del riu i per això se'l va nomenar Lough Erne Superior. El llac del nord és Lough Erne Inferior. Entre els dos llacs està situada la ciutat Enniskillen.
Entre la part superior final del riu Shannon i elriu Erne, existeix un canal, nomenat Canal Shannon-Erne, que permet als vaixells moure's des de l'estuari de Shanon al sud-est d'Irlanda a través de les terres centrals de l'oest del país, creuant cap al nord-oest i sortint cap a l'Atlàntic novament. (Encara que la secció final que dona a la part del costat atlàntic de Belleek no és navegable).